# Halbersberg
Halbersberg ist ein Ortsteil des oberschwäbischen Marktes Ottobeuren im Landkreis Unterallgäu.

## Geografie
Der Weiler Halbersberg liegt etwa einen Kilometer westlich von Ottobeuren. Der Ort ist durch eine Landstraße mit dem Hauptort verbunden.

## Geschichte
Halbersberg wurde erstmals 1182 erwähnt. Konrad von Hailbersperc und sein Bruder gaben die sogenannte Altinger Schenkung dem Kloster Ottobeuren. Unter der Amtszeit von Abt Bernold erhielt das Kloster eine Hube in Halbersberg geschenkt. 1512 ging der Ort vollständig an das Kloster über. 1564 hatte der Ort 34 Einwohner, 1970 war er auf 51 Bewohner angewachsen. Als Gemeindeteil von Guggenberg wurde der Ort am 1. Januar 1972 in den Markt Ottobeuren eingegliedert.